# Josef S. Viera
Josef S. Viera (eigentlich: Josef Sebastian Vierasegerer; * 22. Juli 1890 in München; † 5. Juni 1970 ebenda) war ein deutscher Autor.

## Leben
Viera wanderte nach Deutsch-Ostafrika aus, wo er acht Jahre lang lebte. Vor dem Ersten Weltkrieg betätigte er sich als Kaufmann, Faktoreileiter, Pflanzer, Farmer, Karawanenführer und Jäger. Am Krieg nahm er von 1914 bis 1918 als Soldat unter Paul von Lettow-Vorbeck teil. Nach seiner Rückkehr studierte er an der Münchner Universität Philosophie und Literatur und lebte seit 1922 als freier Schriftsteller mit Unterbrechung in München.
Immer wieder thematisierte er die Abenteuer deutscher Auswanderer in Afrika sowie die Kämpfe der deutschen Schutztruppen. Sein erstes belletristisches Werk Juma, der afrikanische Lausbub erschien 1922 mit einem verkaufsfördernden Vorwort von Paul von Lettow-Vorbeck. Sein erster großer Erzählband Bana Sikukuu von 1924, später als Der afrikanische Waldläufer veröffentlicht, war mit einem Geleitwort des ehemaligen Gouverneurs Heinrich Schnee und Illustrationen von Franz Müller-Münster ausgestattet. In der Folge erschienen viele weitere Erzählungen.
Von 1925 bis 1939 gab Viera die Reihe Aus weiter Welt heraus, in der 150 Hefte erschienen. Nach der „Machtergreifung“ der Nationalsozialisten schrieb er systemkonforme Bücher wie 1933 Utz kämpft für Hitler, SA-Mann Schott oder Horst Wessel. Er war Herausgeber der Zeitschrift Die Kolonien rufen! und publizierte 1939 das Buch Karl Peters' Kampf um ein ostafrikanisches Kolonialreich.
In der Nachkriegszeit schrieb er hauptsächlich Jugendbücher, die teilweise wieder in Afrika spielten. Seinen Verfassernamen änderte er von Josef Viera in Josef S. Viera.

## Liste der auszusondernden Literatur
In der Sowjetischen Besatzungszone wurden Vieras Schriften Der Kampf um die Feldherrnhalle (Schneider, Leipzig 1933), SA.-Mann Schott (Schneider, Leipzig 1933), Horst Wessel. Künder und Kämpfer des Dritten Reiches (Schneider, Leipzig 1933), die Erzählungen aus den deutschen Kolonialkämpfen im Weltkrieg (alle Loewe, Stuttgart 1936: Deutsch-Ostafrika unverloren!, Deutsch-Ostafrika kämpft!, Deutsch-Ostafrika lebt!) und deren Sammelband Mit Lettow-Vorbeck im Busch (Loewe, Stuttgart 1937), Maria in Petersland. Roman (Bergstadtverlag, Breslau 1937), Gust in der Klemme. Erzählungen aus Deutsch-Ostafrika (Enßlin & Laiblin, Reutlingen 1938), Karl Peters Kampf um ein ostafrikanisches Kolonialreich (Enßlin & Laiblin, Reutlingen 1939), Vortrupp für Deutsch-Südwest (Enßlin & Laiblin, Reutlingen 1939), Achtung, Achtung, Fliegeralarm! (Schneider, Berlin & Leipzig 1940), Utz kämpft für Hitler (Schneider, Berlin & Leipzig 1940), Kolonien im Blickfeld von heute. Ein Lesebuch (Völkischer Verlag, Düsseldorf 1940), Karl Peters, ein Kämpfer für Deutschland (Fichte-Verlag, München 1942) und Ein Kontinent rückt näher (Hugendubel, München 1942) sowie das von Fritz H. Chelius und anderen verfasste und von Viera herausgegebene Fern vom Vaterland (Enßlin & Laiblin, Reutlingen 1937) auf die Liste der auszusondernden Literatur gesetzt.
In der Deutschen Demokratischen Republik folgten auf diese Liste noch Mit Lettow-Vorbeck in Afrika (Enßlin & Laiblin, Reutlingen 1926), Lettow-Vorbeck, im Weltkrieg unbesiegt (Enßlin & Laiblin, Reutlingen 1936), Die Tangaschlacht. Wie Deutsch-Ostafrika unter Lettow-Vorbeck im Weltkrieg verteidigt wurde (Enßlin & Laiblin, Reutlingen 1936), Die Mikindani-Patrouille. Mit Lettow-Vorbeck in Deutsch-Ostafrika. Aus dem Leben erzählt (Enßlin & Laiblin, Reutlingen 1938), Stoßtrupp in Afrika. Mit Lettow-Vorbeck in Deutsch-Ostafrika. Aus dem Leben erzählt (Enßlin & Laiblin, Reutlingen 1940) und In allen Stürmen der Welt (Völkischer Verlag, Düsseldorf 1942).

## Werke
Josef Viera schrieb eine Vielzahl von Büchern, die sich in verklärender Weise mit der deutschen Kolonialgeschichte und Reisen und Abenteuern in fernen Ländern befassen. Dazu zählen:
- Abenteuer in Abessinien und Somaliland
- Abenteuer mit wilden Tieren.
- Abenteuer unter südlichen Sternen. (5 Hefte der ...)
- Afrikanische Wanderungen von Karl Angebauer ...
- Aufruhr in Batongoland. Abenteuer -Erzählung ...
- Bahnbrecher der Wildnis. Afrikanische Erzählung
- Bana Situtuu. Abenteuererzählung aus Afrika.
- Bigirimana. Afrikanische Robinsonade
- Der afrikanische Robinson
- Der afrikanische Waldläufer
- Der Höllentrichter. Südafrikanische ...
- Deutsch-Ostafrika kämpft
- Deutsch-Ostafrika lebt! Erzählung aus den ...
- Deutsch-Ostafrika unverloren
- Die Fahrt nach der Goldküste. Historische ...
- Die Siedlung des afrikanischen Robinson ...
- Die Wildnis ruft (Sammelband verschiedener Autoren ...)
- Ein Kontinent rückt näher
- Exotische Jagdabenteuer.
- Exotische Siedlergeschichten. Sammlung Aus weiter ...
- Geheimnis der Ferne
- Gust in der Klemme
- Helden in Übersee, Aus weiter Welt
- Horst Wessel. Künder und Kämpfer des Dritten ...
- Im Zauberreich des Südens. (5 Hefte der Sammlung ...)
- In allen Stürmen der Welt.
- In Busch und Steppe - Abenteuer aus weiter Welt ...
- Kampf um Wild - Süd
- Kämpfe und Abenteuer in Urwald und Steppe. Von ...
- Kolonien im Blickfeld von heute. Ein Lesebuch.
- Kordula und das Ren, mit Titelbild und Illustrationen von Carl Fr. J. Benedek. Göttinger Jugend-Bände: W. Fischer Verlag, Göttingen um 1956.
- Kordula und das Ren, mit Titelbildund Illustrationen von Carl Fr. J. Benedek. Göttinger Jugend-Bände: W. Fischer Verlag, Göttingen um 1956.
- Kornel auf großer Fahrt. Die Geschichte eines ...
- Maria in Petersland
- Nanga Parbat. Erlebnisse eines Einzelgängers ...
- Robinson wider Willen
- Sandwüste und Palmenland
- Sonnenland Südwest.
- Sturmvogel Abenteuer in Wild-Süd
- Unter südlichen Breiten.
- Waldläufers Jugendland.
- Wild-Süd. Abenteuer fahrender Gesellen. Mit vielen ...
- Wunder des Südens und anderer Erzählungen
- Xandi auf Spurensuche 1. Aufl
- Xandi, der Privatdetektiv
- Xandi startet ins Abenteuer
- Zwischen Kap und Kairo.